# Годувальниця

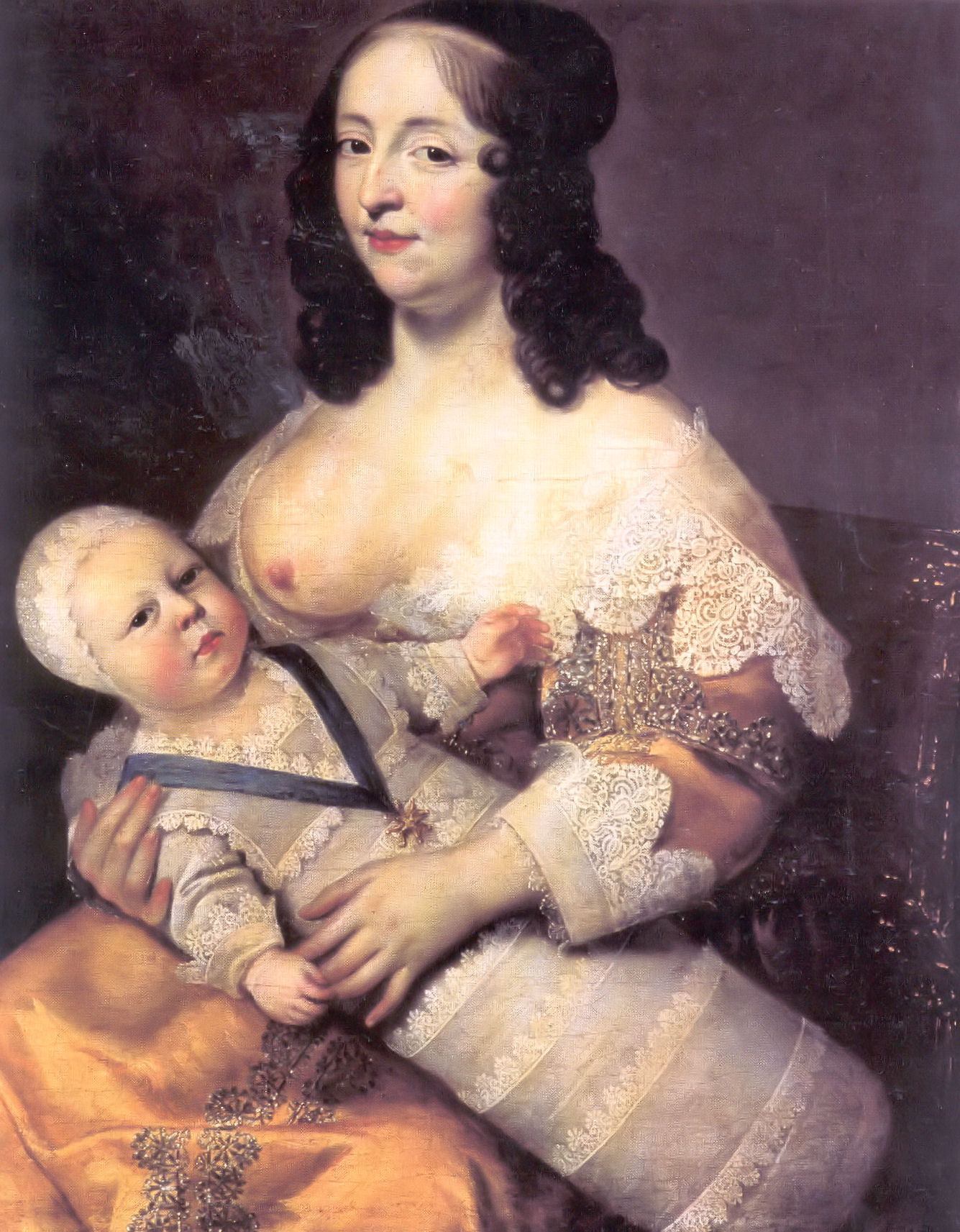
Майбутній Король Людовик XIV на руках у своєї годувальниці Лонге де Жиродьєр. Картина Анрі і Шарль Бобрен

Годува́льниця — жінка, яка годує дитину грудьми. Це слово вживають як щодо жінок, які годують своїх власних дітей (мати-годувальниця), так і щодо жінок, найнятих для годування чужих дітей
.
Годувальницю запрошують у випадку, якщо мати дитини не може чи не хоче годувати грудьми свою дитину. Причини можуть бути різними: серйозні хронічні захворювання (наприклад рак), хибна думка, що внаслідок грудного годування груди втрачають свою форму, вживання хімічних і лікарських препаратів (у тому числі наркотиків), що змінюють склад молока.
Також потребують годувальницю і в разі браку молока в матері, особливо після народження близнюків. Як правило, годувальниці частіше трапляються у сільській місцевості, де високий рівень материнської смертності.

## У культурі
Згадки про годувальниць містяться вже в давньогрецькій міфології: богиня плодючості Деметра, жалкуючи за дочкою Персефоною, прийшла в Елевсін, щоб годувати новонародженого Демофонта; богиня Гера стала годувальницею маленького Геракла (з її розлитим молоком греки пов'язували походження Молочного Шляху).
Жінка, що вигодувала чужу дитину, називається її молочною матір'ю. Вигодовані однією жінкою діти йменуються молочними братами й сестрами.
Навчальні заклади, університети здавна відомі під алегоричною назвою «альма-матер» — буквально «мати-годувальниця», тобто «та, що дає духовну їжу».